# Tom Amrhein
Tom Amrhein (Baltimore, Maryland 1911 – ?) válogatott amerikai labdarúgó.

## Pályafutása
1934 és 1936 között a Baltimore Canton, 1936 és 1942 között a Baltimore SC, 1942 és 1947 között a Baltimore Americans labdarúgója volt. Az amerikai válogatott tagjaként részt vett az 1934-es olaszországi világbajnokságon.